# Beddomeia waterhouseae
Beddomeia waterhouseae é uma espécie de gastrópode  da família Hydrobiidae.
É endémica da Austrália.